# Swiss International Air Lines

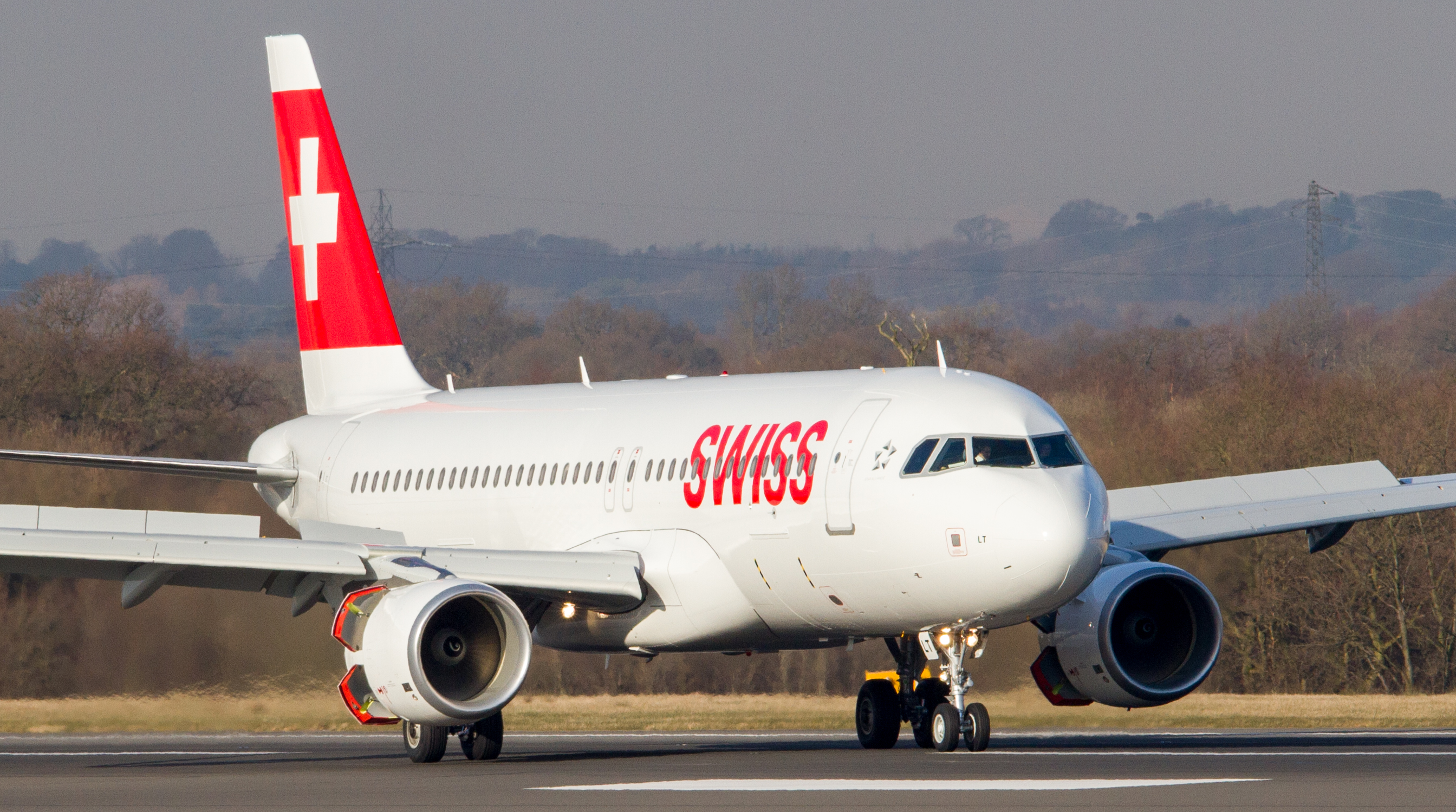
Airbus A320 v aktuálních barvách společnosti

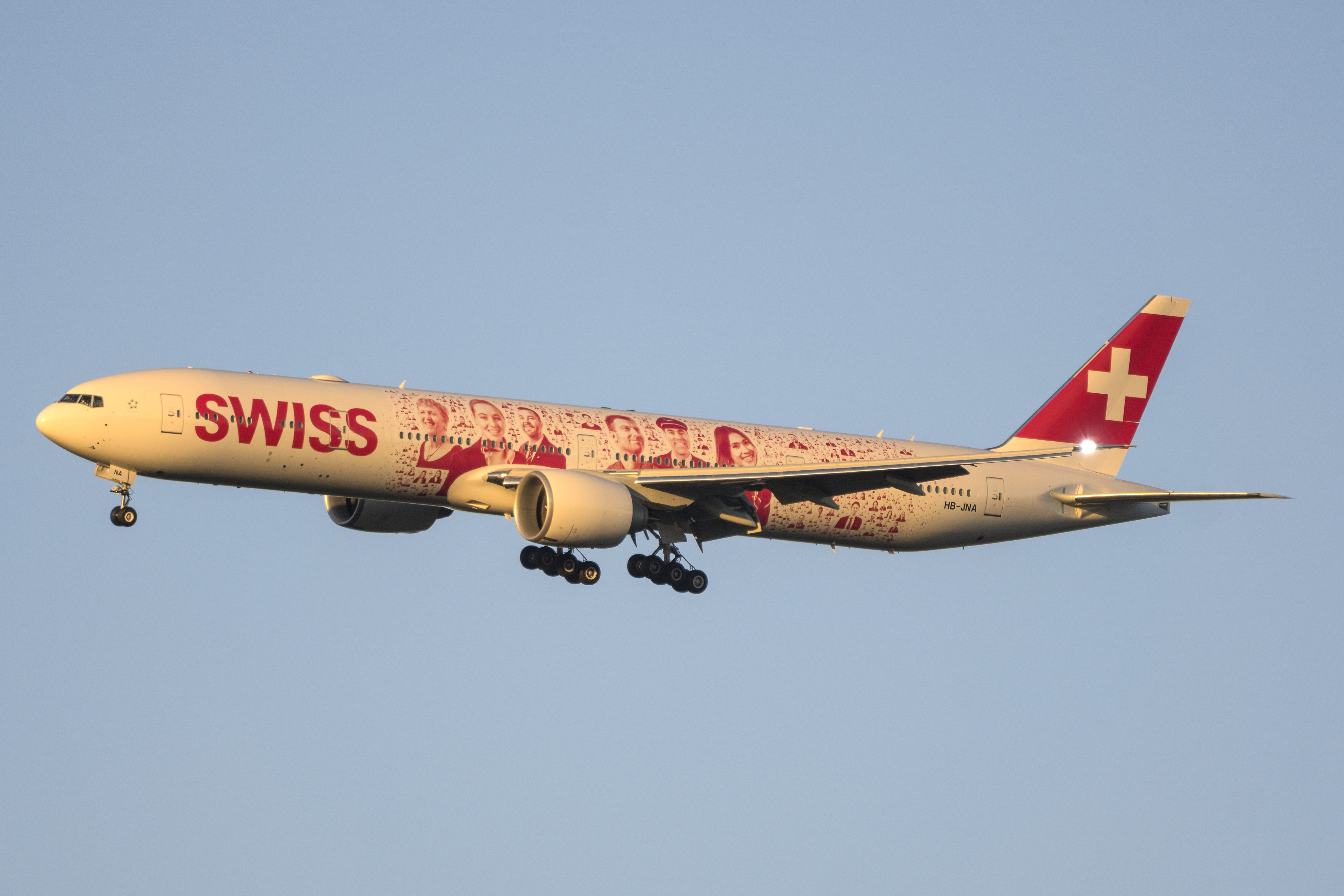
Boeing 777 ve speciálním nátěru

Mapa destinací Swiss v březnu roku 2015

Swiss International Air Lines (zkráceně Swiss) je vlajkový letecký dopravce Švýcarska se sídlem v Basileji. Hlavní operační základna je na mezinárodním letišti Kloten v Curychu. Společnost poskytuje pravidelné lety do Evropy, Severní a Jižní Ameriky, Afriky a Asie. Swiss je vlastněna německou společností Deutsche Lufthansa AG.
Aerolinky byly založeny po úpadku národní společnosti Swissair v roce 2002. Začátky byly problematické, ale v roce 2005 se společnost stala součástí Lufthansy. 1. dubna 2006 se staly Swiss International Air Lines součástí Star Alliance. V současnosti (červen 2016) létá společnost do 108 destinací ve 48 zemích včetně Prahy.
Sestreské společnosti Swiss jsou Swiss Global Air Lines a Edelweiss Air.

## Flotila

### Současná
Flotila Swiss, bez sesterských společností, stav v lednu 2025.
| Typ              | Ve službě | Objednané |
| ---------------- | --------- | --------- |
| Airbus A220-100  | 9         |           |
| Airbus A220-300  | 21        |           |
| Airbus A320-200  | 11        |           |
| Airbus A320neo   | 8         | 2         |
| Airbus A321-100  | 3         |           |
| Airbus A321-200  | 3         |           |
| Airbus A321neo   | 4         | 1         |
| Airbus A330-300  | 14        |           |
| Airbus A340-300  | 4         |           |
| Airbus A350-900  |           | 10        |
| Boeing 777-300ER | 12        |           |
| Celkem           | 89        | 20        |